# خوری-ور
خوری-ور (به لاتین: Khorey-Ver) یک شهرک در روسیه است که در استان آرخانگلسک واقع شده‌است.
خوری-ور ۷۳۹ نفر جمعیت دارد و ۷۳ متر بالاتر از سطح دریا واقع شده‌است.